# Seria GP2 – Istanbul 2011
Runda GP2 na torze Istanbul – pierwsza runda mistrzostw serii GP2 w sezonie 2011.

## Wyniki

### Główny wyścig

#### Wyścig
Źródło: Wyprzedź Mnie!
| P                 | + / –     | Nr | Kierowca            | Konstruktor             | Okr. | Czas / Strata | Komentarz |
| ----------------- | --------- | -- | ------------------- | ----------------------- | ---- | ------------- | --------- |
| 1                 | Bez zmian | 11 | Romain Grosjean     | DAMS                    | 32   | 57:09,999     |           |
| 2                 | Bez zmian | 9  | Sam Bird            | iSport International    | 32   | +0:00,332     |           |
| 3                 | 1         | 5  | Jules Bianchi       | Lotus ART               | 32   | +0:35,856     |           |
| 4                 | 7         | 4  | Giedo van der Garde | Barwa Addax Team        | 32   | +0:45,933     |           |
| 5                 | 9         | 21 | Stefano Coletti     | Trident Racing          | 32   | +0:52,280     |           |
| 6                 | Bez zmian | 26 | Luiz Razia          | Team Air Asia           | 32   | +0:52,866     |           |
| 7                 | Bez zmian | 3  | Charles Pic         | Barwa Addax Team        | 32   | +1:03,117     |           |
| 8                 | 3         | 7  | Dani Clos           | Racing Engineering      | 32   | +1:11,822     |           |
| 9                 | 8         | 10 | Marcus Ericsson     | iSport International    | 32   | +1:12,913     |           |
| 10                | 6         | 19 | Davide Rigon        | Scuderia Coloni         | 32   | +1:15,636     |           |
| 11                | 3         | 8  | Christian Vietoris  | Racing Engineering      | 32   | +1:20,559     |           |
| 12                | 7         | 16 | Fairuz Fauzy        | Super Nova Racing       | 32   | +1:26,007     |           |
| 13                | 4         | 14 | Josef Král          | Arden International     | 32   | 1:31,885      |           |
| 14                | 6         | 18 | Michael Herck       | Scuderia Coloni         | 32   | +1:43,492     |           |
| 15                | 7         | 22 | Kevin Mirocha       | Ocean Racing Technology | 32   | +1 okr.       |           |
| 16                | 2         | 27 | Davide Valsecchi    | Team Air Asia           | 32   | +1 okr.       |           |
| 17                | 5         | 15 | Jolyon Palmer       | Arden International     | 32   | +1 okr.       |           |
| 18                | 3         | 12 | Pål Varhaug         | DAMS                    | 32   | +1 okr.       |           |
| 19                | 6         | 2  | Julián Leal         | Rapax Team              | 32   | +1 okr.       |           |
| Niesklasyfikowani |           |    |                     |                         |      |               |           |
|                   |           | 20 | Rodolfo González    | Trident Racing          | 16   |               |           |
|                   |           | 17 | Luca Filippi        | Super Nova Racing       | 15   |               |           |
|                   |           | 23 | Johnny Cecotto Jr.  | Ocean Racing Technology | 14   |               |           |
|                   |           | 24 | Max Chilton         | Carlin                  | 0    |               |           |
|                   |           | 1  | Fabio Leimer        | Rapax Team              | 0    |               |           |
|                   |           | 6  | Esteban Gutiérrez   | Lotus ART               | 0    |               |           |
| Nie wystartowali  |           |    |                     |                         |      |               |           |
|                   |           | 25 | Michaił Aloszyn     | Carlin                  |      |               |           |
| P                 | + / –     | Nr | Kierowca            | Konstruktor             | Okr. | Czas / Strata | Komentarz |

#### Najszybsze okrążenie
| Nr | Kierowca | Konstruktor          | Czas     | Okr. |
| -- | -------- | -------------------- | -------- | ---- |
| 9  | Sam Bird | iSport International | 1:37,580 | 18   |

### Sprint

#### Wyścig
Źródło: Wyprzedź Mnie!
| P                 | + / –     | Nr | Kierowca            | Konstruktor             | Okr. | Czas / Strata | Komentarz |
| ----------------- | --------- | -- | ------------------- | ----------------------- | ---- | ------------- | --------- |
| 1                 | 3         | 21 | Stefano Coletti     | Trident Racing          | 23   | 41:40,571     |           |
| 2                 | 3         | 4  | Giedo van der Garde | Barwa Addax Team        | 23   | +0:02,184     |           |
| 3                 | 4         | 9  | Sam Bird            | iSport International    | 23   | +0:02,756     |           |
| 4                 | 2         | 3  | Charles Pic         | Barwa Addax Team        | 23   | +0:03,243     |           |
| 5                 | 7         | 16 | Fairuz Fauzy        | Super Nova Racing       | 23   | +0:03,502     |           |
| 6                 | 7         | 14 | Josef Král          | Arden International     | 23   | +0:05,038     |           |
| 7                 | 1         | 5  | Jules Bianchi       | Lotus ART               | 23   | +0:05,373     |           |
| 8                 | 1         | 10 | Marcus Ericsson     | iSport International    | 23   | +0:05,602     |           |
| 9                 | 8         | 15 | Jolyon Palmer       | Arden International     | 23   | +0:07,143     |           |
| 10                | 2         | 11 | Romain Grosjean     | DAMS                    | 23   | +0:07,501     |           |
| 11                | 14        | 6  | Esteban Gutiérrez   | Lotus ART               | 23   | +0:07,892     |           |
| 12                | 2         | 18 | Michael Herck       | Scuderia Coloni         | 23   | +0:09,261     |           |
| 13                | 9         | 23 | Johnny Cecotto Jr.  | Ocean Racing Technology | 23   | +0:10,697     |           |
| 14                | 7         | 17 | Luca Filippi        | Super Nova Racing       | 23   | +0:11,862     |           |
| 15                | 14        | 7  | Dani Clos           | Racing Engineering      | 23   | +0:12,140     |           |
| 16                | Bez zmian | 27 | Davide Valsecchi    | Team Air Asia           | 23   | +0:12,237     |           |
| 17                | 6         | 24 | Max Chilton         | Carlin                  | 23   | +0:12,359     |           |
| 18                | 15        | 26 | Luiz Razia          | Team Air Asia           | 23   | +0:12,826     |           |
| 19                | 4         | 22 | Kevin Mirocha       | Ocean Racing Technology | 23   | +0:12,950     |           |
| 20                | 4         | 1  | Fabio Leimer        | Rapax Team              | 23   | +0:13,708     |           |
| 21                | 3         | 12 | Pål Varhaug         | DAMS                    | 23   | +0:14,195     |           |
| 22                | 2         | 20 | Rodolfo González    | Trident Racing          | 23   |               |           |
| Niesklasyfikowani |           |    |                     |                         |      |               |           |
|                   |           | 19 | Davide Rigon        | Scuderia Coloni         | 18   |               |           |
|                   |           | 2  | Julián Leal         | Rapax Team              | 18   |               |           |
|                   |           | 8  | Christian Vietoris  | Racing Engineering      | 3    |               |           |
| Nie wystartowali  |           |    |                     |                         |      |               |           |
|                   |           | 25 | Michaił Aloszyn     | Carlin                  |      |               |           |
| P                 | + / –     | Nr | Kierowca            | Konstruktor             | Okr. | Czas / Strata | Komentarz |

#### Najszybsze okrążenie
| Nr | Kierowca        | Konstruktor | Czas     | Okr. |
| -- | --------------- | ----------- | -------- | ---- |
| 11 | Romain Grosjean | DAMS        | 1:38,442 | 6    |

### Lista startowa
| Team                    | Nr | Kierowca            |
| ----------------------- | -- | ------------------- |
| Rapax Team              | 1  | Fabio Leimer        |
| Rapax Team              | 2  | Julián Leal         |
| Barwa Addax Team        | 3  | Charles Pic         |
| Barwa Addax Team        | 4  | Giedo van der Garde |
| Lotus ART               | 5  | Jules Bianchi       |
| Lotus ART               | 6  | Esteban Gutiérrez   |
| Racing Engineering      | 7  | Dani Clos           |
| Racing Engineering      | 8  | Christian Vietoris  |
| iSport International    | 9  | Sam Bird            |
| iSport International    | 10 | Marcus Ericsson     |
| DAMS                    | 11 | Romain Grosjean     |
| DAMS                    | 12 | Pål Varhaug         |
| Arden International     | 14 | Josef Král          |
| Arden International     | 15 | Jolyon Palmer       |
| Super Nova Racing       | 16 | Fairuz Fauzy        |
| Super Nova Racing       | 17 | Luca Filippi        |
| Scuderia Coloni         | 18 | Michael Herck       |
| Scuderia Coloni         | 19 | Davide Rigon        |
| Trident Racing          | 20 | Rodolfo González    |
| Trident Racing          | 21 | Stefano Coletti     |
| Ocean Racing Technology | 22 | Kevin Mirocha       |
| Ocean Racing Technology | 23 | Johnny Cecotto Jr.  |
| Carlin                  | 24 | Max Chilton         |
| Carlin                  | 25 | Michaił Aloszyn     |
| Team Air Asia           | 26 | Luiz Razia          |
| Team Air Asia           | 27 | Davide Valsecchi    |